# Acid tiludronic
Acidul tiludronic, utilizat și sub formă de tiludronat, este un medicament din clasa bisfosfonaților, fiind utilizat în tratamentul bolii Paget a oaselor. Calea de administrare disponibilă este cea orală. Este utilizat și în medicina veterinară, fiind indicat în osteoartrita cailor în Europa.